# Shelbyville (Illinois)
Pour les articles homonymes, voir Shelbyville.
La ville de Shelbyville est le siège de comté du comté de Shelby, dans l'Illinois, aux États-Unis.